# 朝潮橋駅
朝潮橋駅（あさしおばしえき）は、大阪府大阪市港区田中三丁目にある、大阪市高速電気軌道 (Osaka Metro) 中央線の駅。駅番号はC12。

## 歴史
- 1961年（昭和36年）12月11日：4号線（現在の中央線）が大阪港 - 弁天町間で開通した際に開業。
- 2018年（平成30年）4月1日：大阪市交通局の民営化により、大阪市高速電気軌道 (Osaka Metro) の駅となる。
- 2024年（令和6年）6月29日：可動式ホーム柵の運用を開始[1]。

## 駅構造
相対式ホーム2面2線を持つ高架駅である。改札・コンコースは2階、ホームは3階にある。改札口は東西1ヵ所ずつあり、大阪プールや大阪市中央体育館へは西改札の方が近い。元々大阪プール側のホームには窓は無く、反対側のホームと同じだった。古い形状の高架駅に待合室等を追加したため、ホームがとても狭くなっている所がある。
当駅は阿波座管区駅に所属し、大阪港駅が管轄している。

### のりば
| 番線 | 路線   | 行先                                   |
| ---- | ------ | -------------------------------------- |
| 1    | 中央線 | 本町・長田・生駒・学研奈良登美ヶ丘方面 |
| 2    | 中央線 | 大阪港・コスモスクエア・夢洲方面       |

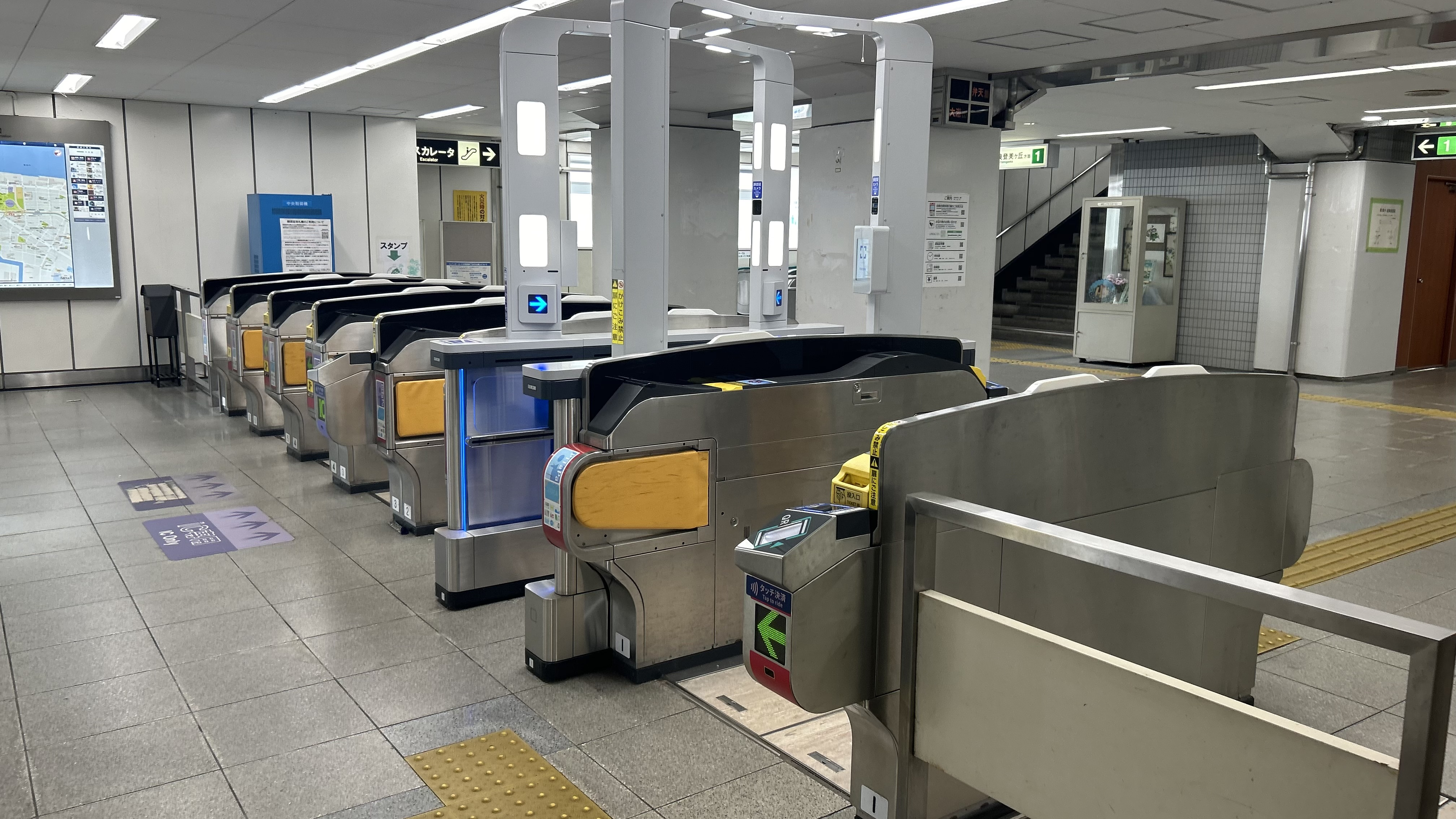
西改札口
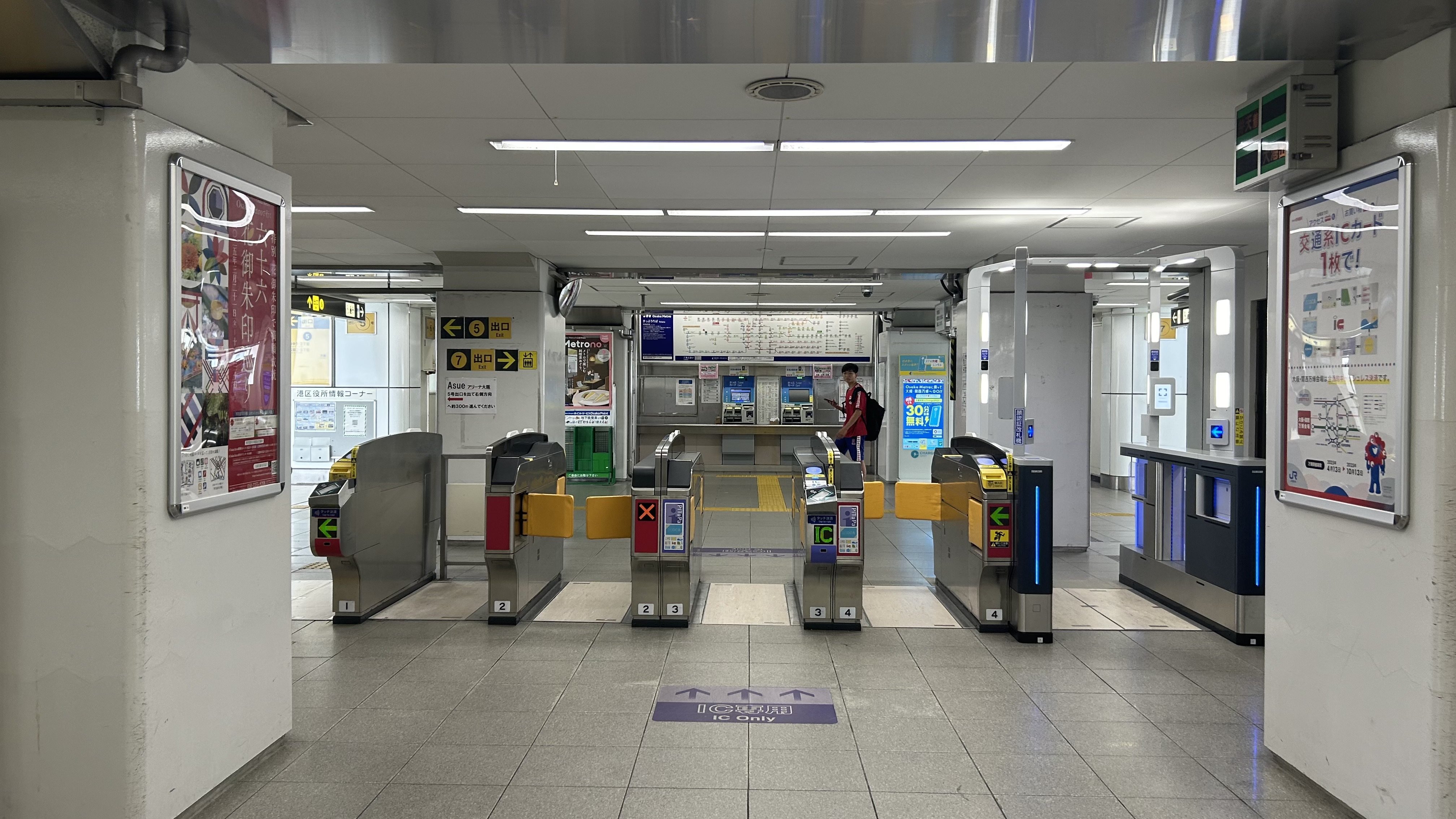
東改札口
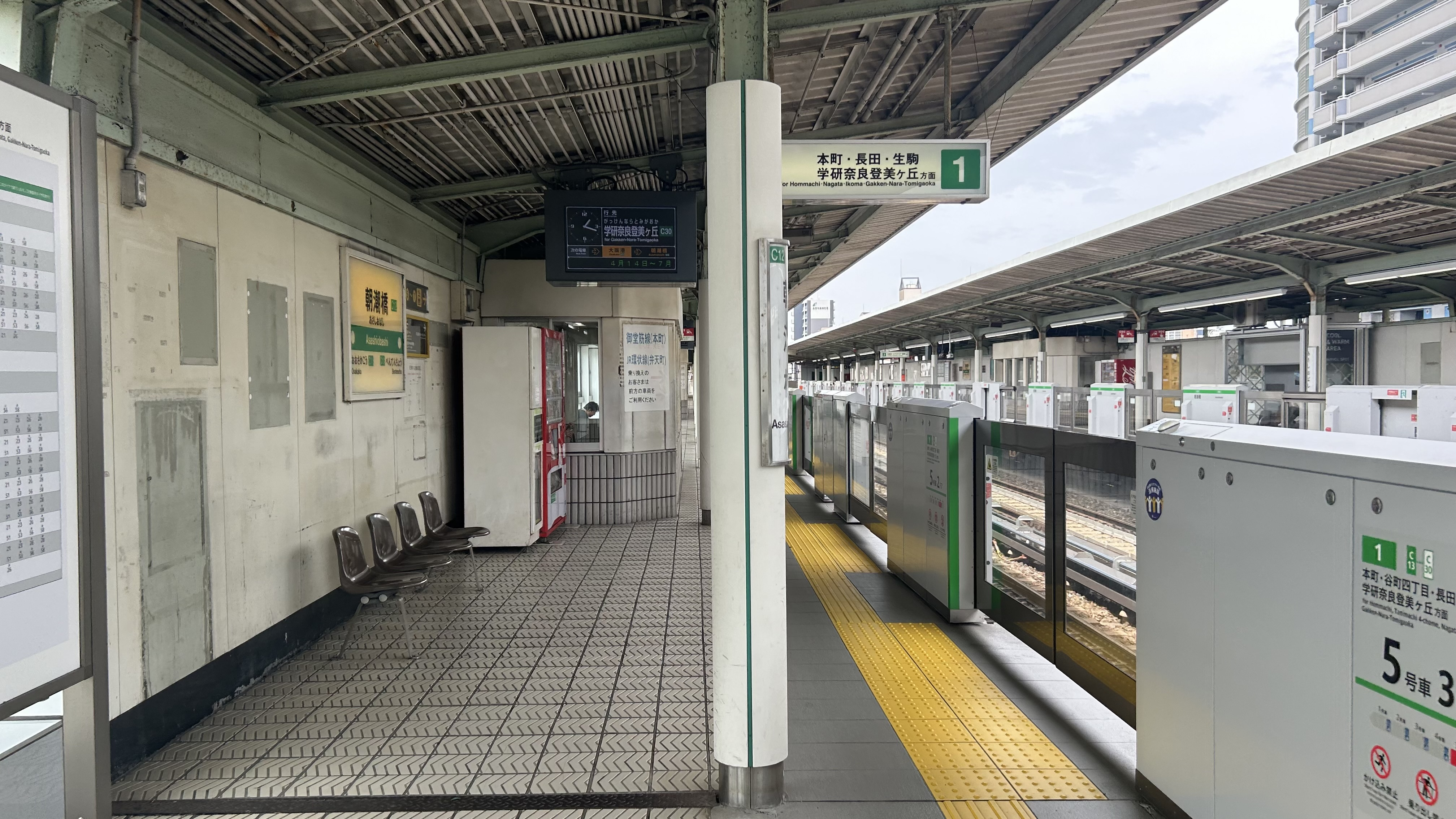
1番線ホーム
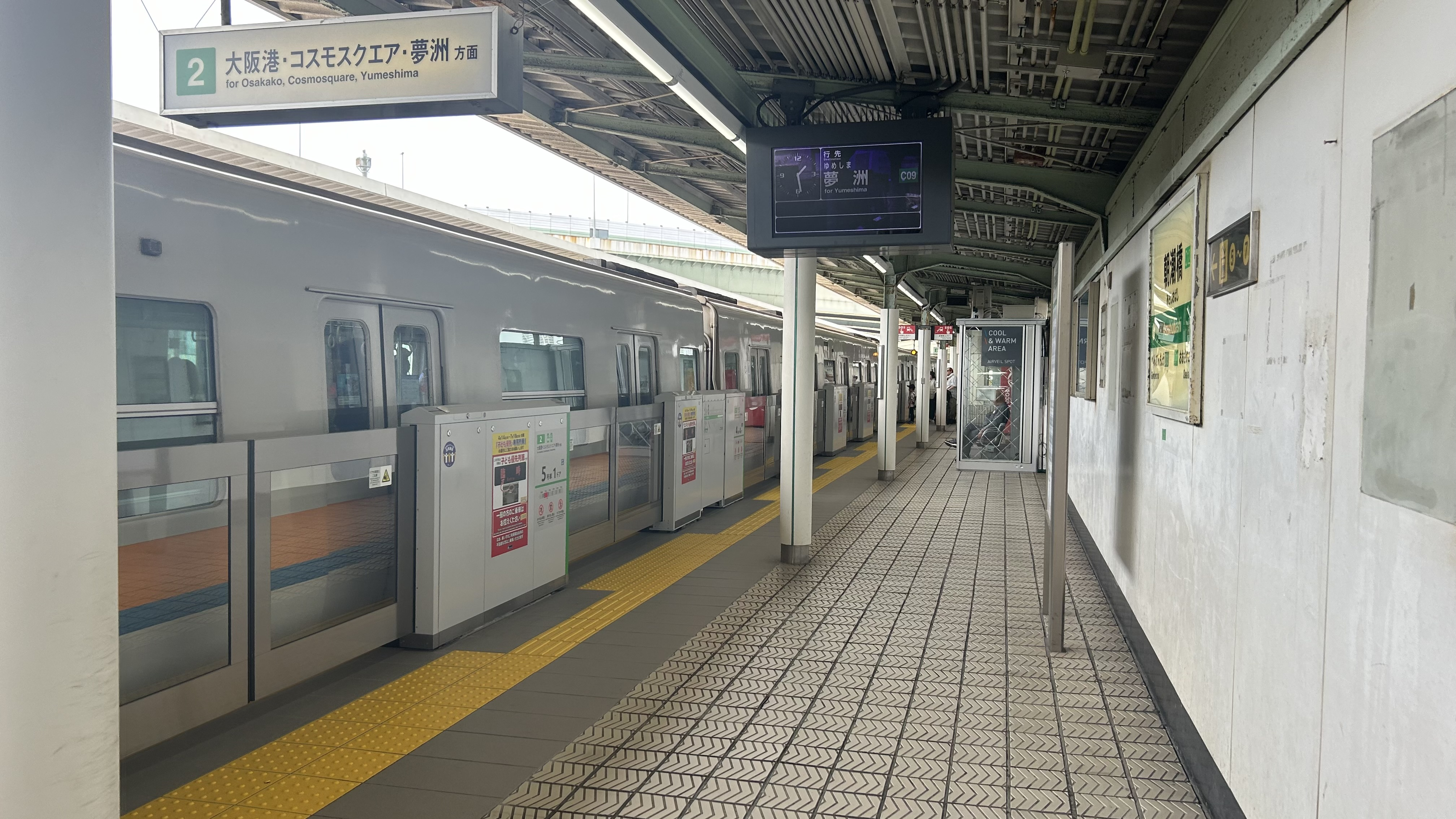
2番線ホーム
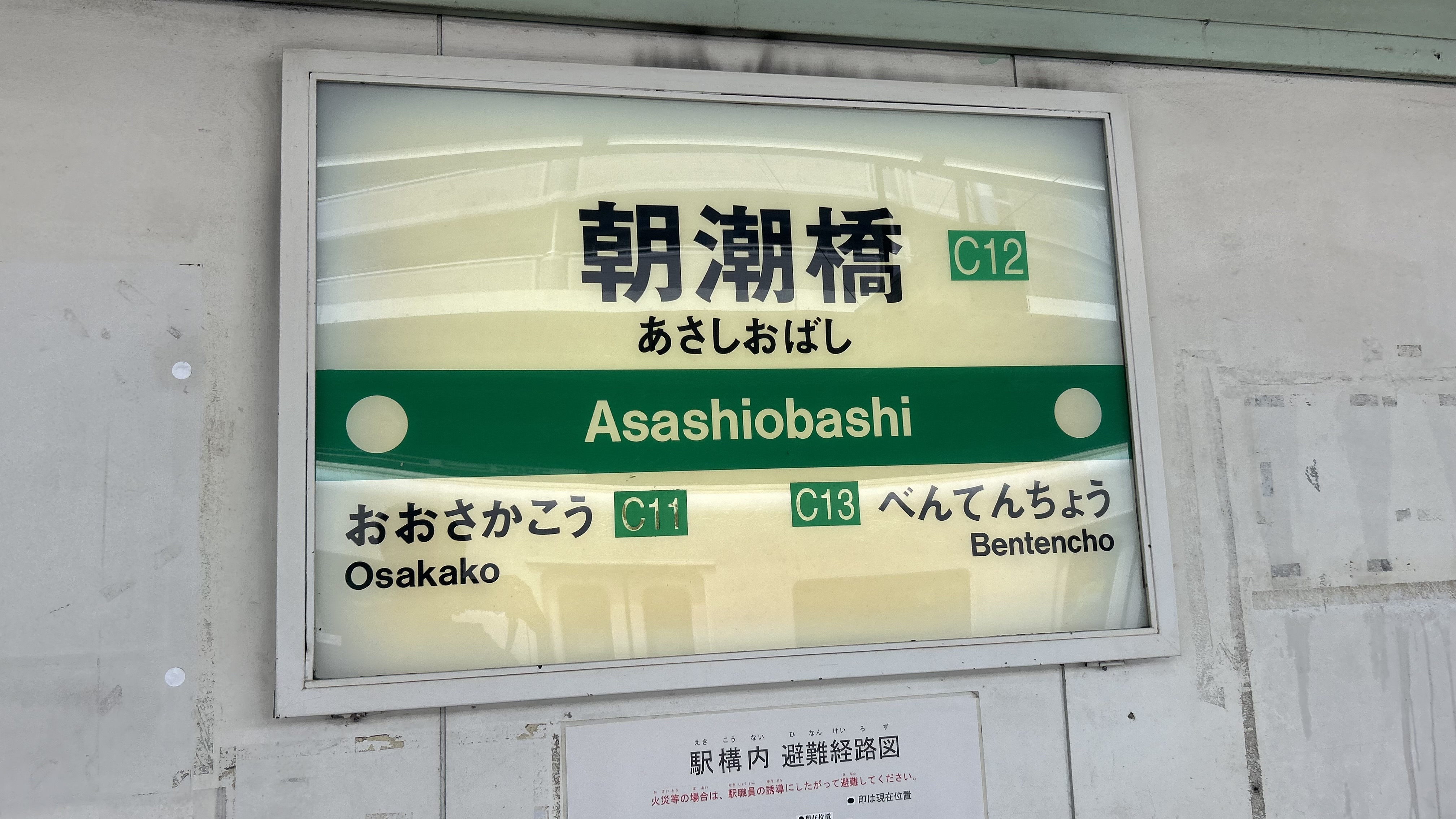
駅名標

### トイレ
トイレは西改札内と東改札外にある。

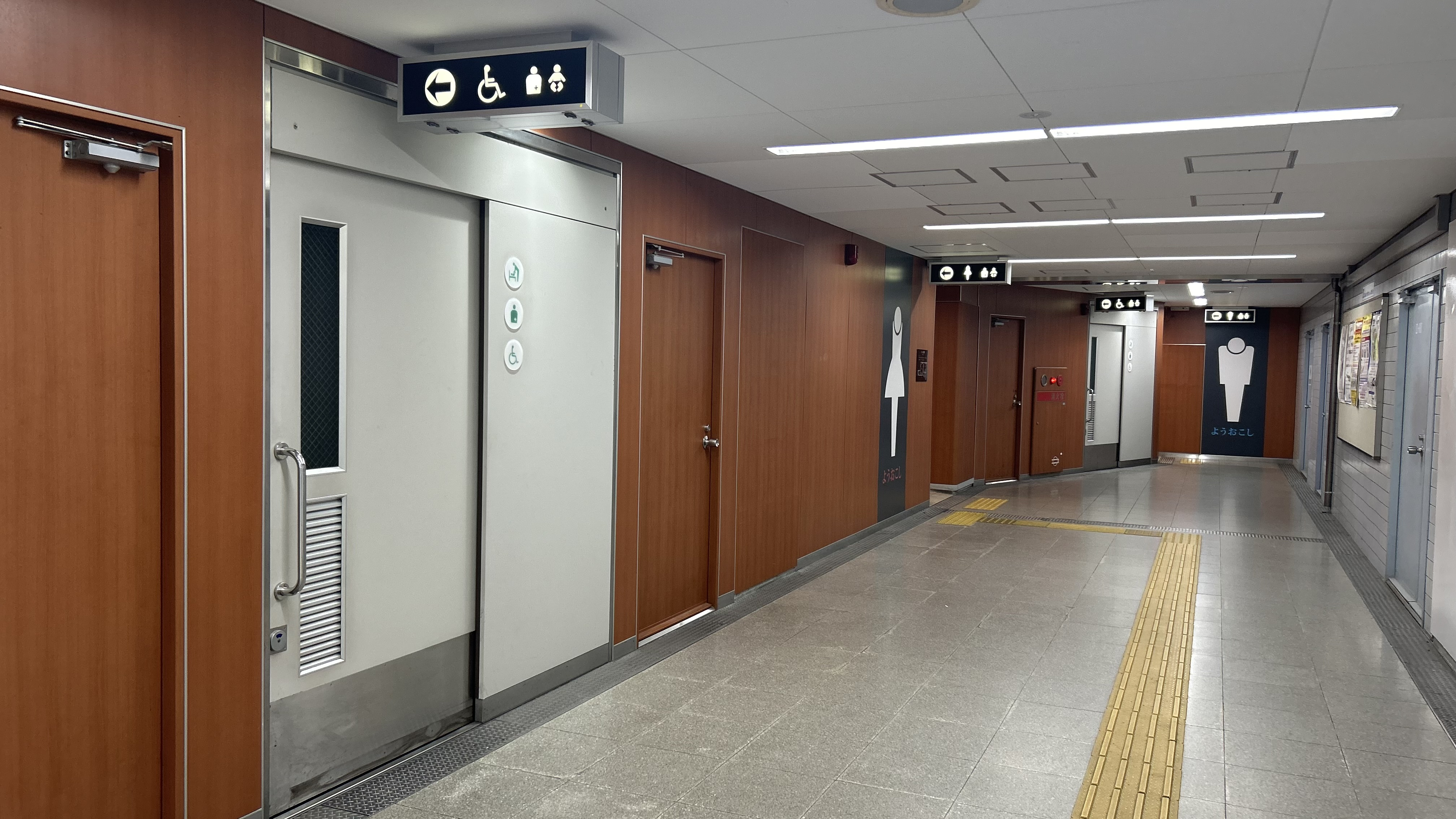
西改札内トイレ
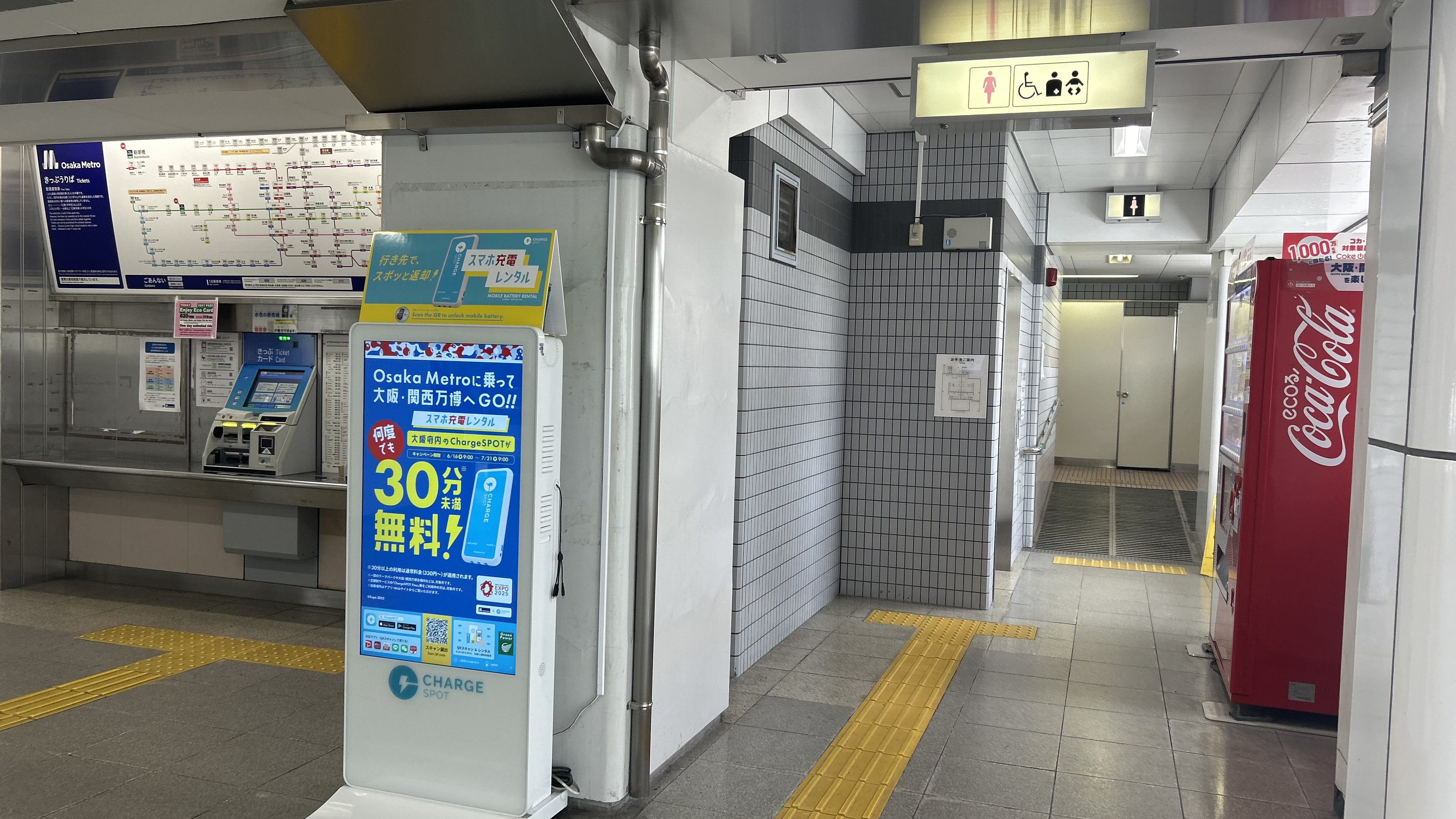
東改札外トイレ

### 出口
| 出口番号 | 出口周辺                                                     | 接続改札 | 備考             |
| -------- | ------------------------------------------------------------ | -------- | ---------------- |
| 1        | 自転車駐車場連絡通路                                         | 西改札   |                  |
| 2A       | 大阪市中央体育館                                             | 西改札   |                  |
| 2B       | 八幡屋公園・大阪プール・市立港スポーツセンター・市計量検査所 | 西改札   |                  |
| 3        | 自転車駐車場連絡通路・シティバスのりば                       | 西改札   | エレベーターあり |
| 4        | シティバスのりば                                             | 西改札   |                  |
| 5        |                                                              | 東改札   |                  |
| 6        | 自転車駐車場連絡通路                                         | 東改札   |                  |
| 7        | 港税務署                                                     | 東改札   | エレベーターあり |

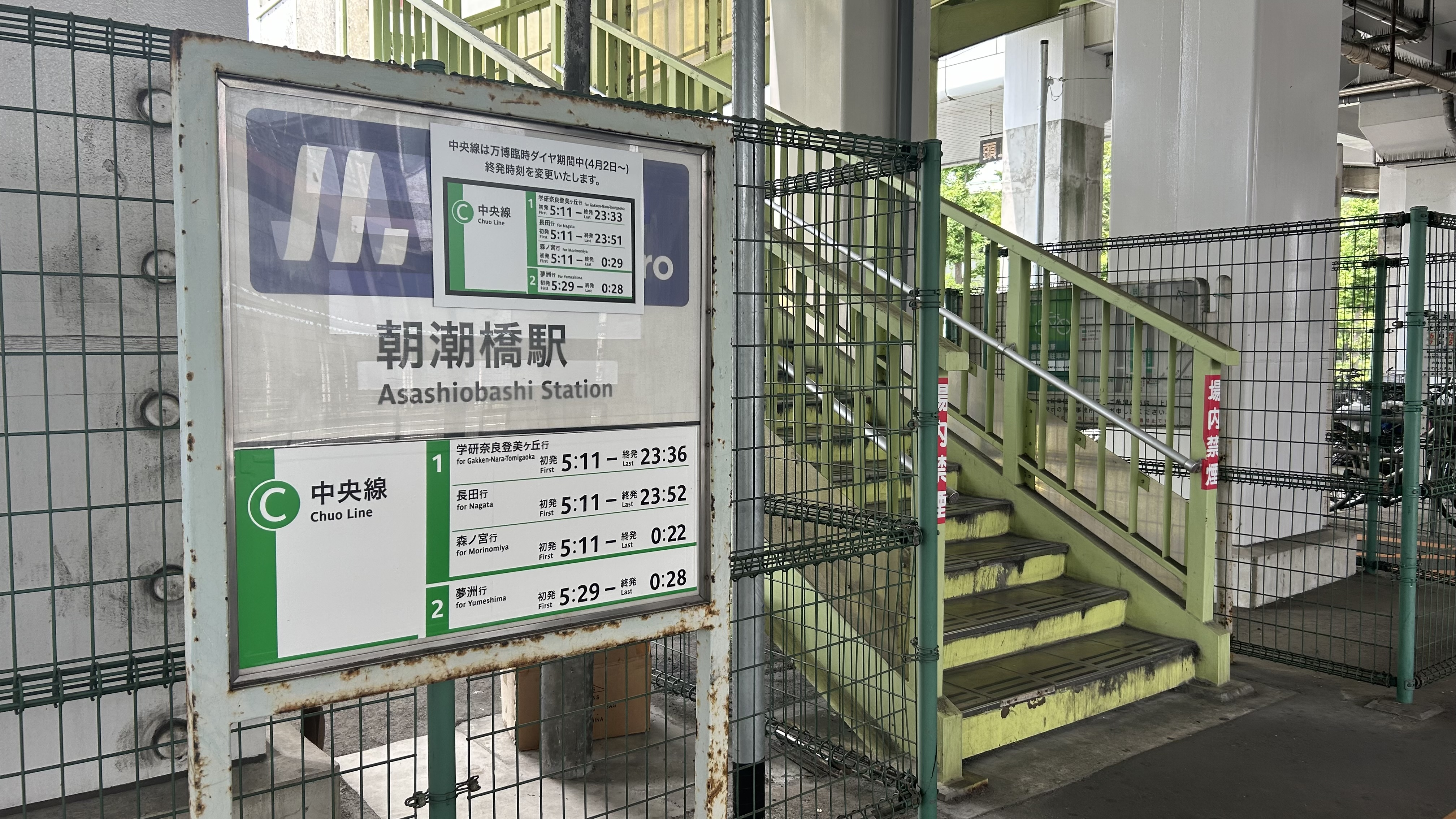
1号出入口
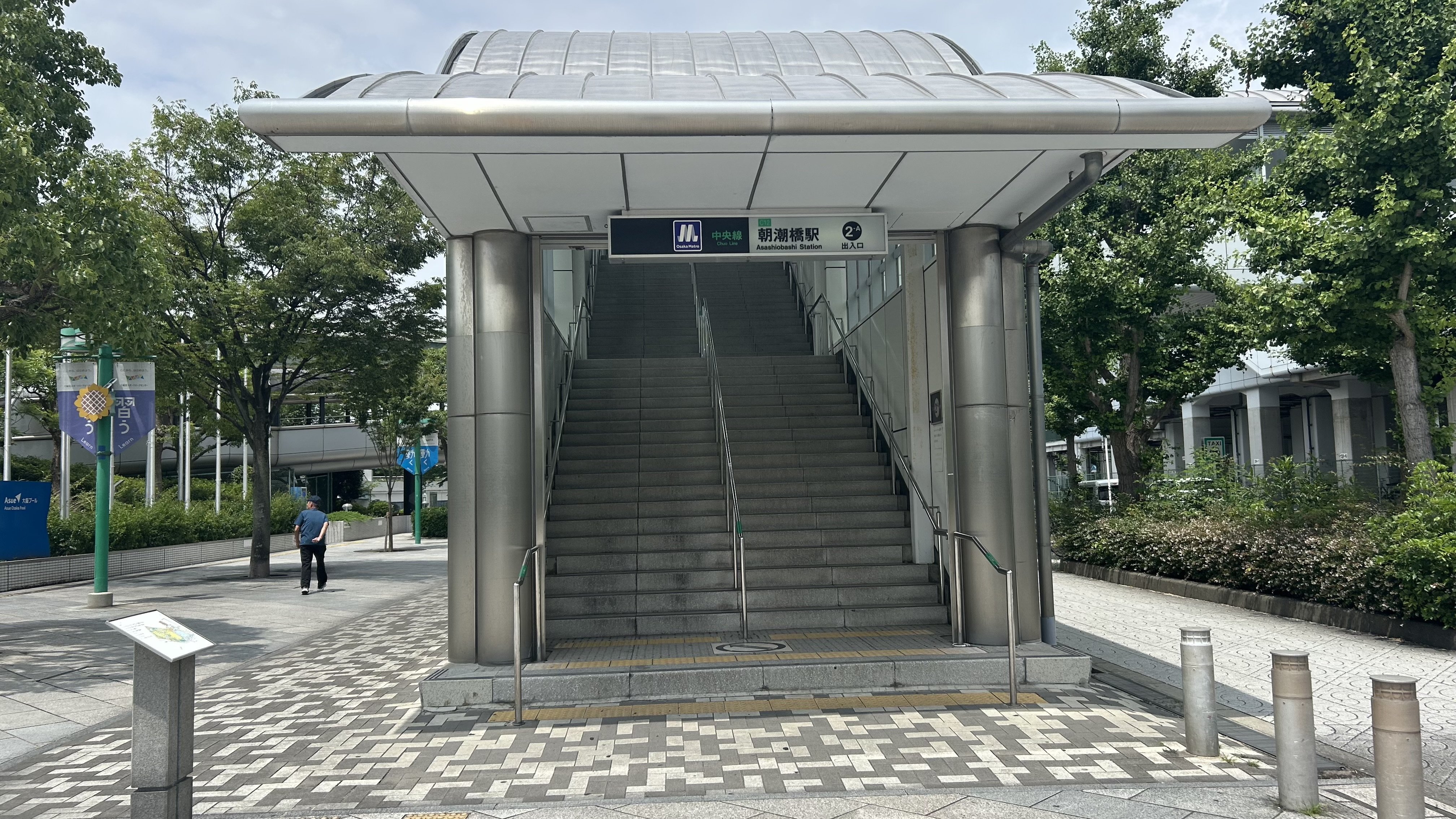
2A出入口
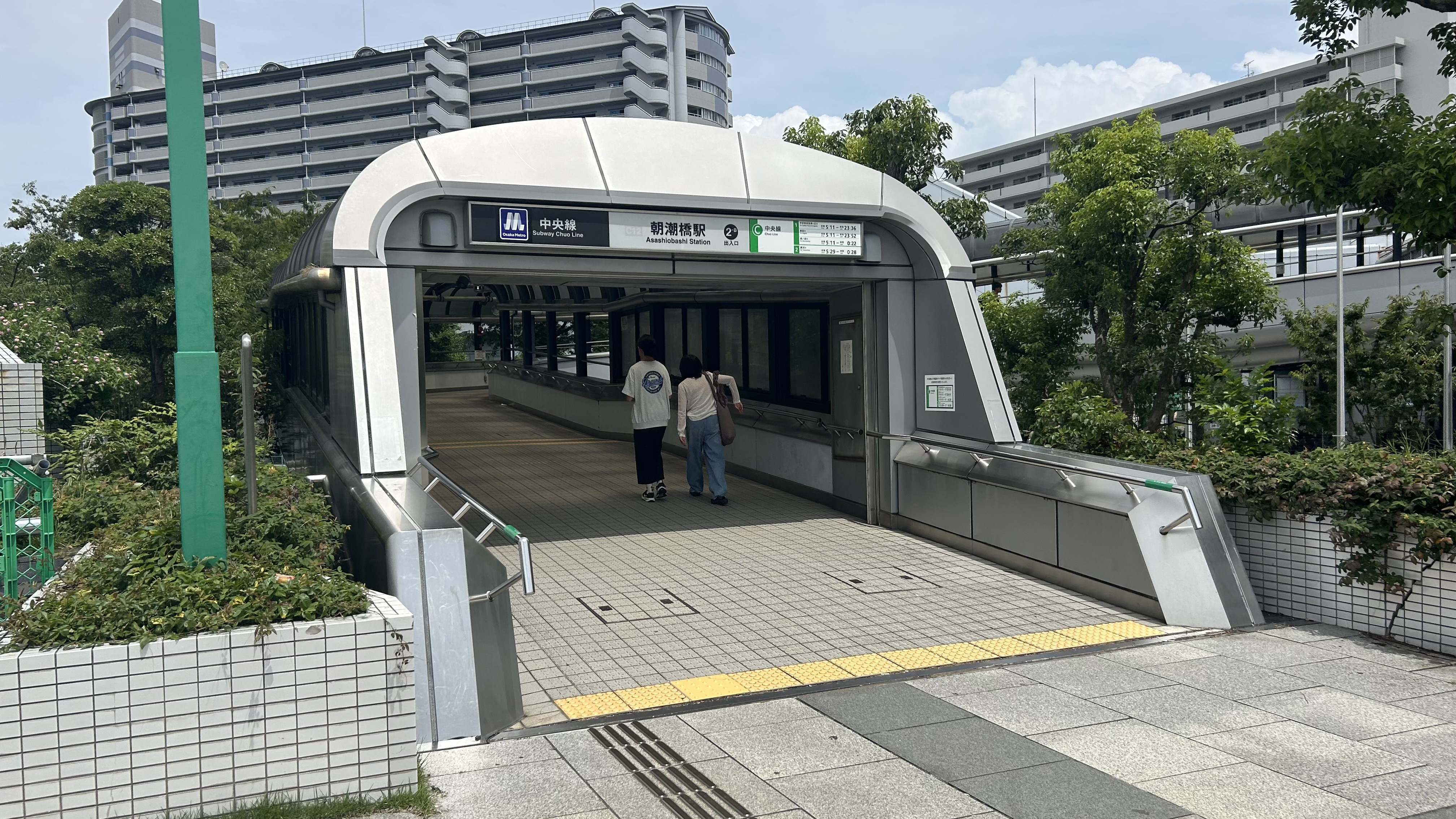
2B出入口
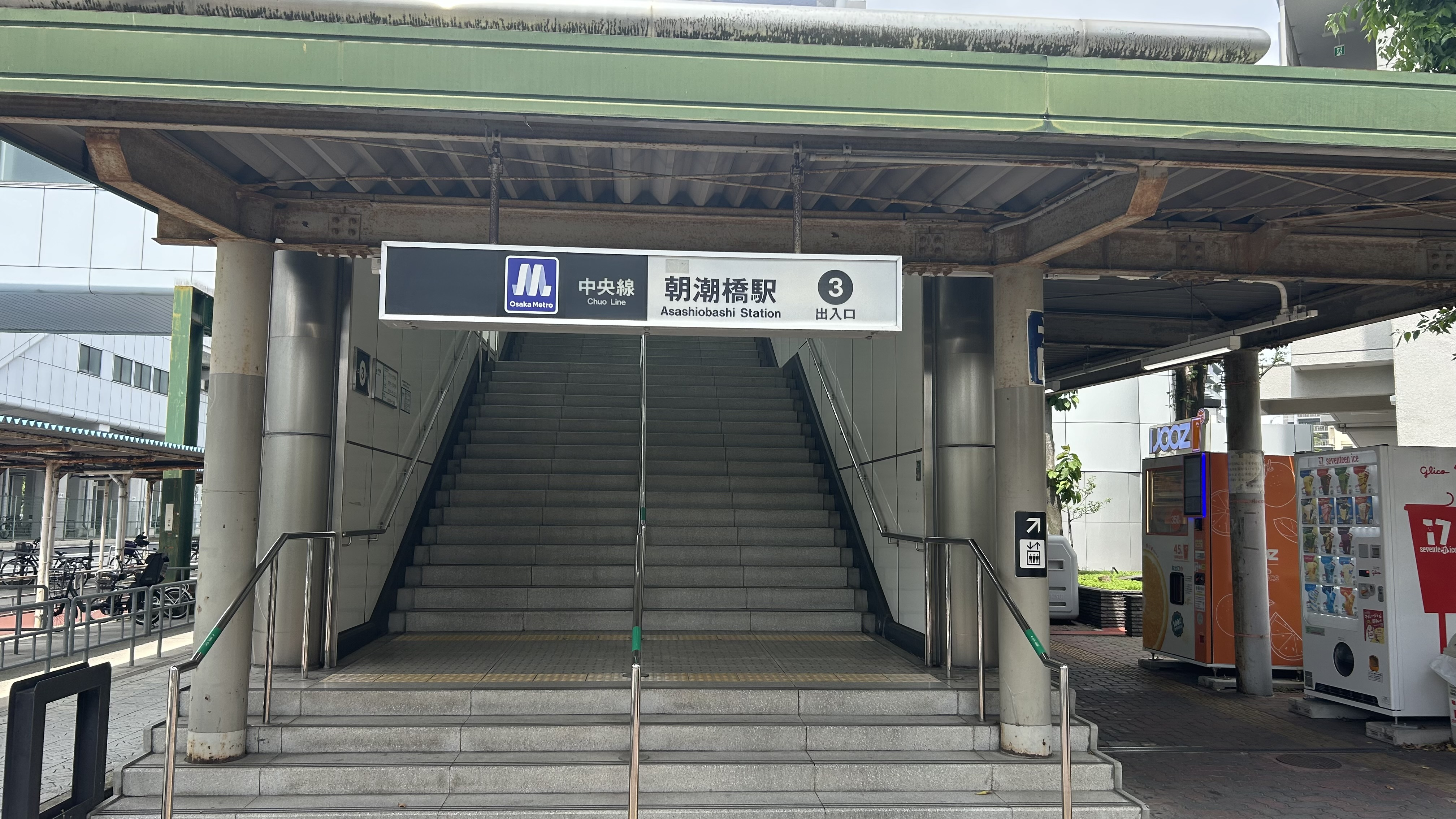
3号出入口
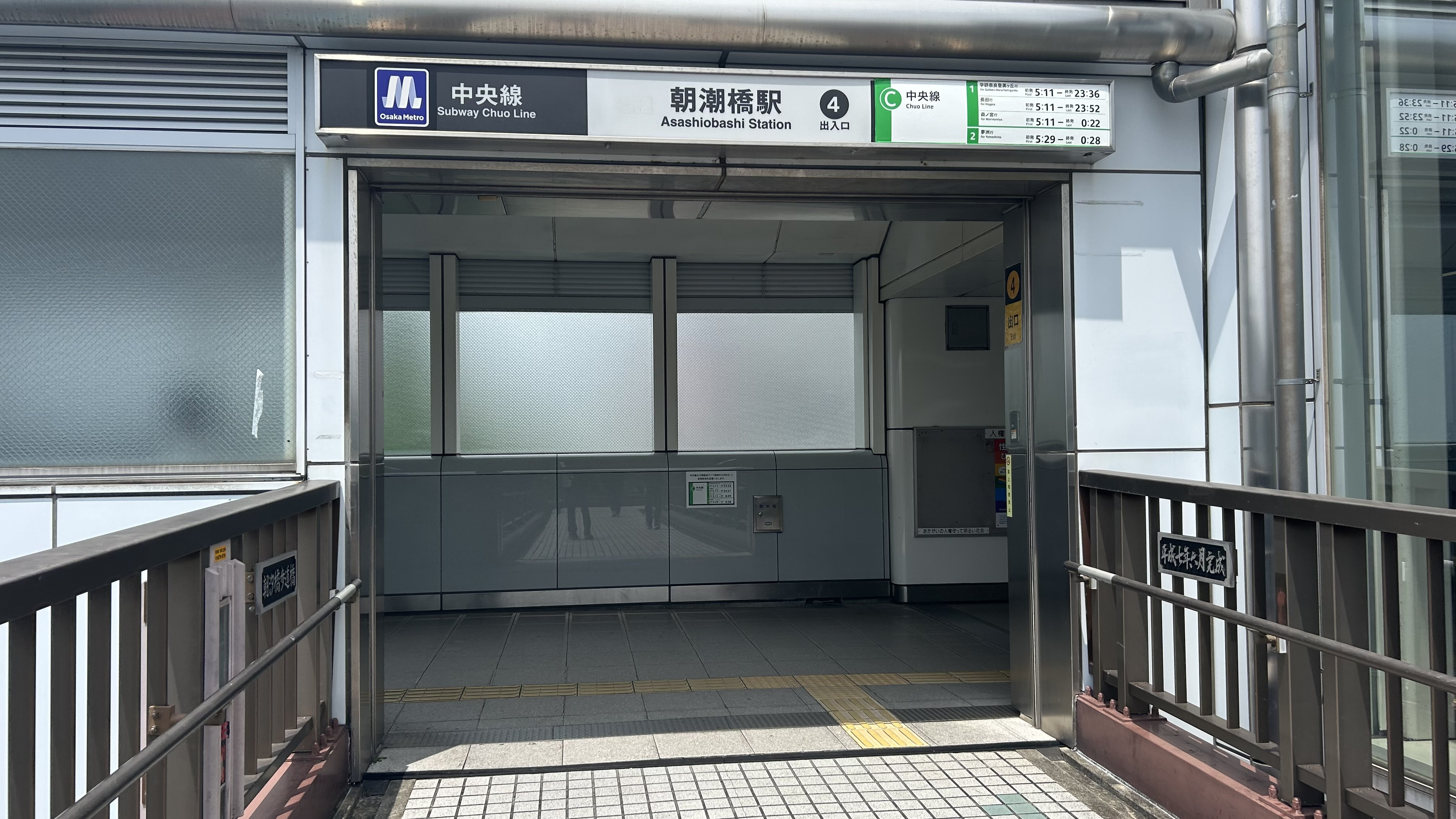
4号出入口
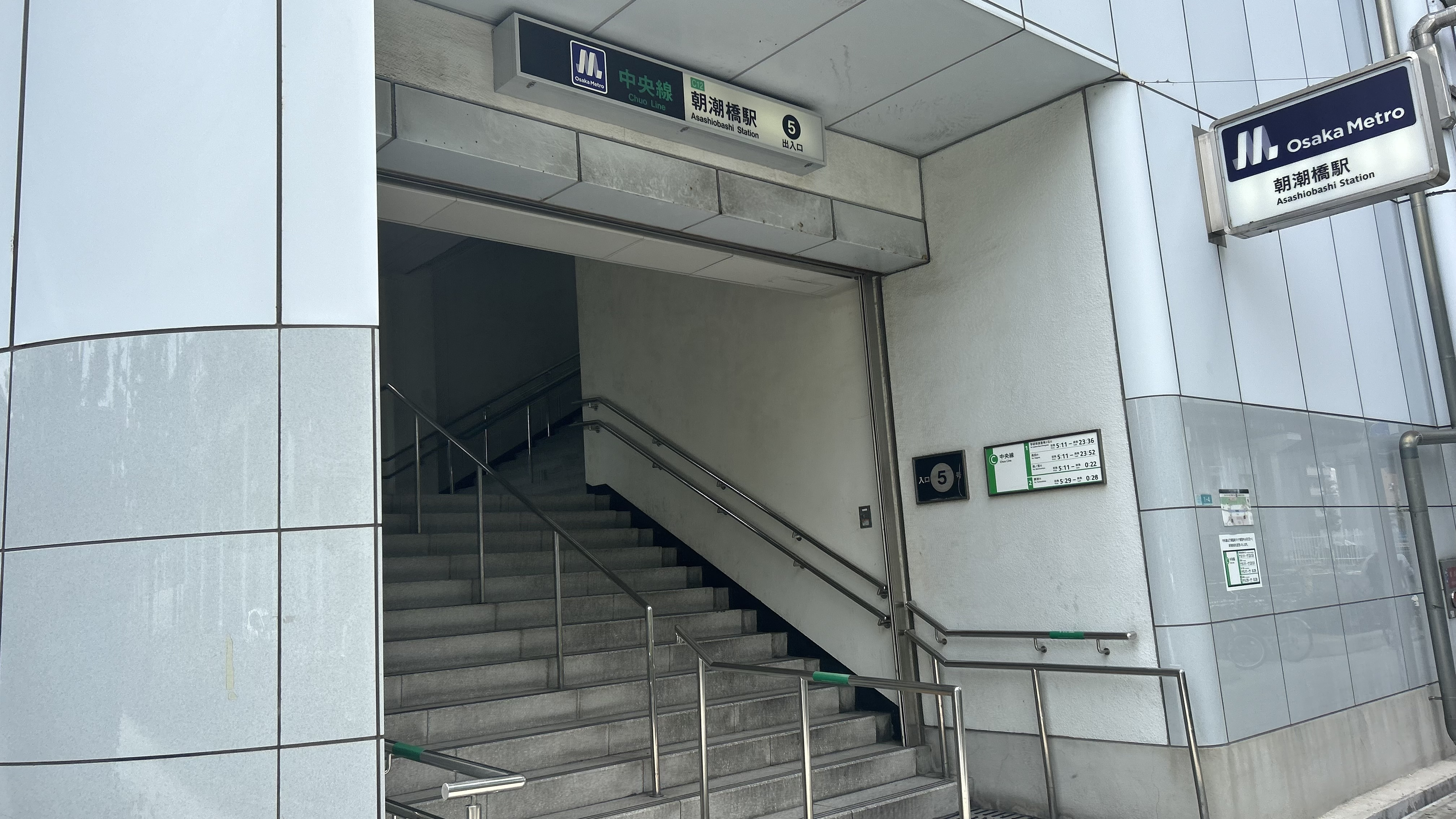
5号出入口
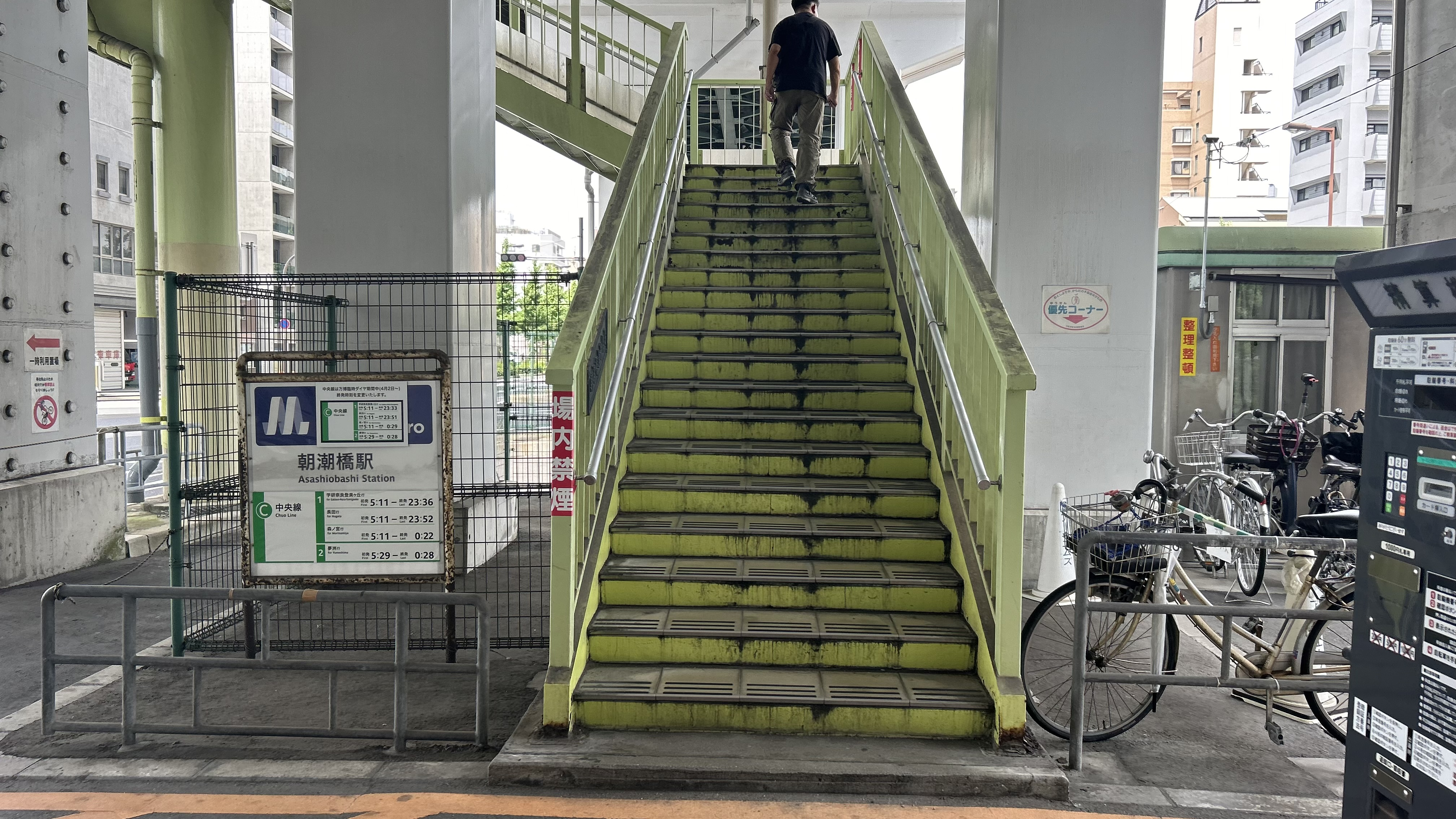
6号出入口
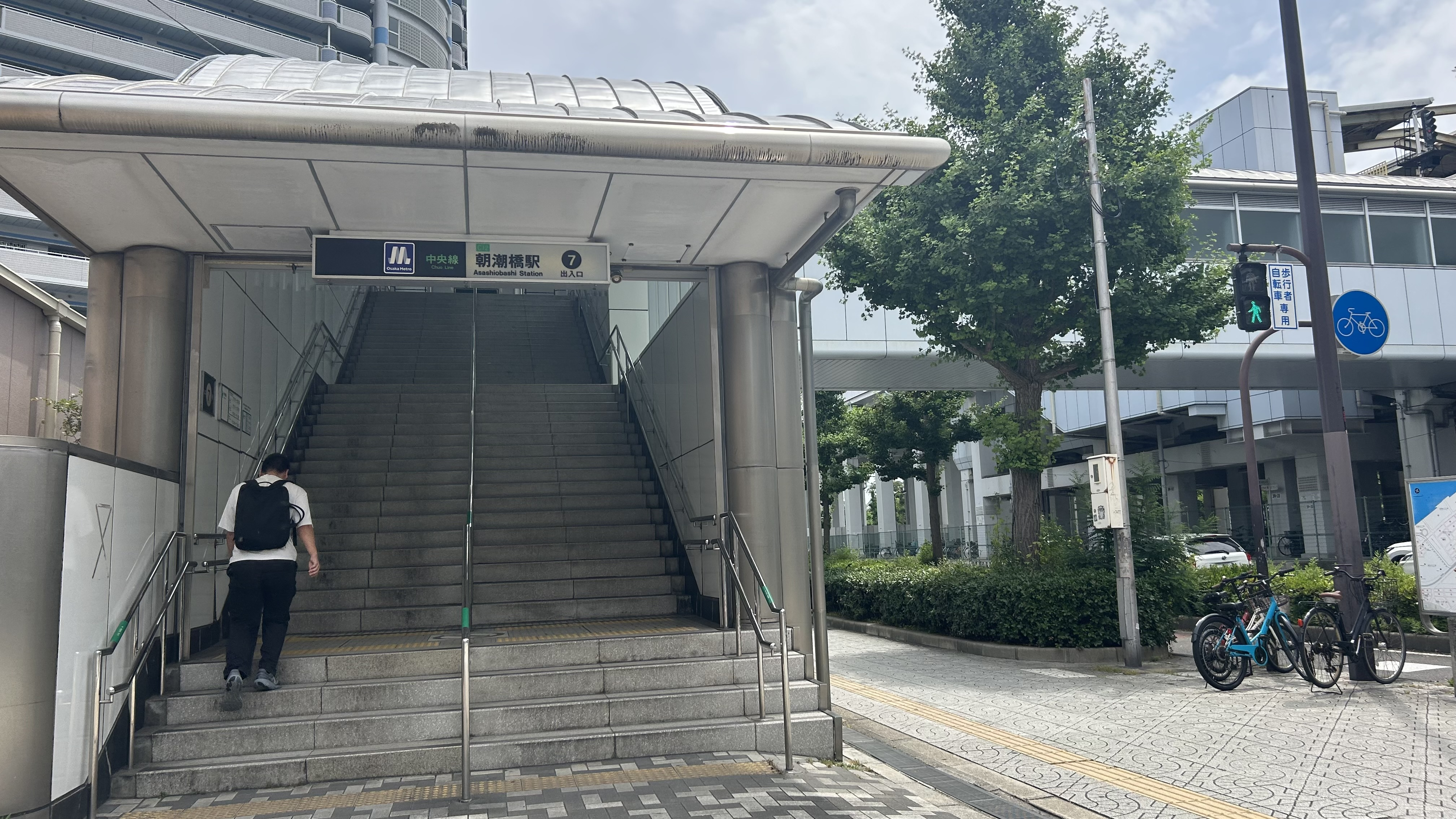
7号出入口

## 利用状況
2024年11月12日の1日乗降人員は20,934人（乗車人員：10,508人、降車人員：10,426人）である。中央線の駅では14駅中12位（高井田駅・長田駅に次いで乗降人員が少ない）。
1970年代から80年代中頃までは数値が安定せず調査日によって大きく上下していた。以降はおおむね横ばいとなっている。
各年度の特定日利用状況は下表の通り。なお1969・1995年度の記録については、それぞれ1970・1996年に行われた調査である（会計年度上、表中に記載の年度となる）。
| 年度               | 調査日   | 乗車人員 | 降車人員 | 乗降人員 | 出典          | 出典          |
| 年度               | 調査日   | 乗車人員 | 降車人員 | 乗降人員 | メトロ        | 大阪府        |
| ------------------ | -------- | -------- | -------- | -------- | ------------- | ------------- |
| 1966年（昭和41年） | 11月08日 | 5,956    | 5,692    | 11,648   |               | [ 大阪府 1 ]  |
| 1967年（昭和42年） | 11月14日 | 7,175    | 6,988    | 14,163   |               | [ 大阪府 2 ]  |
| 1968年（昭和43年） | 11月12日 | 7,738    | 6,785    | 14,523   |               | [ 大阪府 3 ]  |
| 1969年（昭和44年） | 01月27日 | 8,050    | 8,008    | 16,058   |               | [ 大阪府 4 ]  |
| 1970年（昭和45年） | 11月06日 | 21,802   | 20,418   | 42,220   |               | [ 大阪府 5 ]  |
| 1972年（昭和47年） | 11月14日 | 9,773    | 9,991    | 19,764   |               | [ 大阪府 6 ]  |
| 1975年（昭和50年） | 11月07日 | 14,203   | 14,160   | 28,363   |               | [ 大阪府 7 ]  |
| 1977年（昭和52年） | 11月18日 | 11,331   | 11,181   | 22,512   |               | [ 大阪府 8 ]  |
| 1981年（昭和56年） | 11月10日 | 18,221   | 18,260   | 36,481   |               | [ 大阪府 9 ]  |
| 1985年（昭和60年） | 11月12日 | 12,404   | 11,835   | 24,239   |               | [ 大阪府 10 ] |
| 1987年（昭和62年） | 11月10日 | 11,160   | 11,007   | 22,167   |               | [ 大阪府 11 ] |
| 1990年（平成02年） | 11月06日 | 10,544   | 10,713   | 21,257   |               | [ 大阪府 12 ] |
| 1995年（平成07年） | 02月15日 | 11,226   | 11,063   | 22,289   |               | [ 大阪府 13 ] |
| 1998年（平成10年） | 11月10日 | 10,362   | 10,350   | 20,712   |               | [ 大阪府 14 ] |
| 2007年（平成19年） | 11月13日 | 9,893    | 9,800    | 19,693   |               | [ 大阪府 15 ] |
| 2008年（平成20年） | 11月11日 | 9,912    | 9,559    | 19,471   |               | [ 大阪府 16 ] |
| 2009年（平成21年） | 11月10日 | 9,787    | 9,653    | 19,440   |               | [ 大阪府 17 ] |
| 2010年（平成22年） | 11月09日 | 9,654    | 9,423    | 19,077   |               | [ 大阪府 18 ] |
| 2011年（平成23年） | 11月08日 | 9,679    | 9,469    | 19,448   |               | [ 大阪府 19 ] |
| 2012年（平成24年） | 11月13日 | 9,602    | 9,451    | 19,053   |               | [ 大阪府 20 ] |
| 2013年（平成25年） | 11月19日 | 9,622    | 9,436    | 19,058   | [ メトロ 1 ]  | [ 大阪府 21 ] |
| 2014年（平成26年） | 11月11日 | 9,837    | 9,664    | 19,501   | [ メトロ 2 ]  | [ 大阪府 22 ] |
| 2015年（平成27年） | 11月17日 | 10,116   | 9,903    | 20,139   | [ メトロ 3 ]  | [ 大阪府 23 ] |
| 2016年（平成28年） | 11月08日 | 10,290   | 10,078   | 20,368   | [ メトロ 4 ]  | [ 大阪府 24 ] |
| 2017年（平成29年） | 11月14日 | 10,467   | 10,179   | 20,646   | [ メトロ 5 ]  | [ 大阪府 25 ] |
| 2018年（平成30年） | 11月13日 | 10,719   | 10,445   | 21,164   | [ メトロ 6 ]  | [ 大阪府 26 ] |
| 2019年（令和元年） | 11月12日 | 10,680   | 10,494   | 21,174   | [ メトロ 7 ]  | [ 大阪府 27 ] |
| 2020年（令和02年） | 11月10日 | 9,426    | 9,145    | 18,571   | [ メトロ 8 ]  | [ 大阪府 28 ] |
| 2021年（令和03年） | 11月16日 | 9,742    | 9,467    | 19,209   | [ メトロ 9 ]  | [ 大阪府 29 ] |
| 2022年（令和04年） | 11月15日 | 9,817    | 9,356    | 19,173   | [ メトロ 10 ] | [ 大阪府 30 ] |
| 2023年（令和05年） | 11月07日 | 10,387   | 10,047   | 20,434   | [ メトロ 11 ] | [ 大阪府 31 ] |
| 2024年（令和06年） | 11月12日 | 10,508   | 10,426   | 20,934   | [ メトロ 12 ] |               |

## 駅周辺

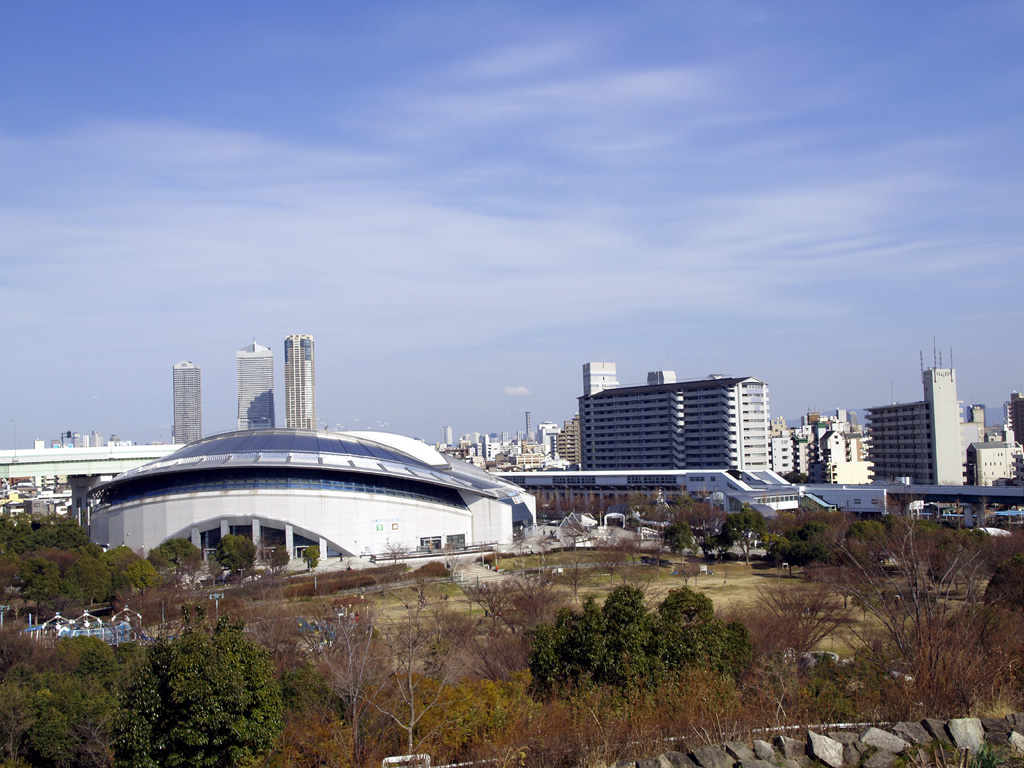
八幡屋公園（2008年頃）

朝潮橋交差点の位置には、かつて安治川運河（八幡屋運河）に朝潮橋という築港大道路（現・みなと通）の橋が架かっており、大阪市電築港線の朝潮橋停留場が設置されていた。1951年の安治川運河埋立に伴い朝潮橋は撤去され、朝潮橋停留場も1960年に休止（1964年に廃止）となったが、朝潮橋の名称は当駅に受け継がれている。
- 八幡屋公園
  - 大阪市中央体育館
  - 大阪プール
  - 大阪市立港スポーツセンター
- 港田中郵便局
- 大阪市立田中小学校
- 阪神高速16号大阪港線
- 中央大通
- 国道172号（みなと通）
- 港八幡屋郵便局
- 八幡屋商店街
- 八幡屋市場
- 港中央市場
- 大阪市立港近隣センター
- 大阪市立港中学校
- 三先天満宮

## バス路線
最寄停留所は地下鉄朝潮橋となる。以下の路線が乗り入れ、大阪シティバスにより運行されている。
- 60号系統：なんば/天保山
- 84号系統：八幡屋三丁目/なんば
- 88号系統：大阪駅前/天保山

## その他
駅の南側にはかつて港検車場があり、弁天町および本町（仮駅）が終着だった時代の車両基地として機能していた。車庫の機能が森之宮検車場へと移された後、建物は森之宮車両工場港作業場として、1977年に森之宮車両工場構内に塗装設備が完成するまで鋼製車両の塗装場として使用された。その後引込線を撤去の上大阪市交通局朝潮橋研修所として使用されたが、研修所が中百舌鳥に移転したため、跡地はマンション、交通局（当時）官舎と市バスターミナル（現在は廃止され、コインパーキング）になっている。引込線の痕跡は今も高架橋に残っている。なお、この場所はさらに以前には大阪市電港車庫であった。また市バスターミナル時代は、国際見本市会場（インテックス大阪）へ直通する系統が運行されていたことから、1994年にアジア太平洋トレードセンターがインテックス大阪のすぐそばにオープンした当初はその副産物として、構内の標柱に「ATC方面」と表記したステッカーを貼り付けて利用客に配慮していた。

## 隣の駅
大阪市高速電気軌道 (Osaka Metro)
 中央線
大阪港駅 (C11) - 朝潮橋駅 (C12) - 弁天町駅 (C13)
- ( ) 内は駅番号を示す。

### 記事本文